# Ford EcoBoost
EcoBoost je naziv novih Fordovih benzinskih motora opremljenih direktnim ubrizgavanjem goriva, 
promjenjivom geometrijom ventila i turbopunjačem. Proizvode se u tri konfiguracije (redni 3, redni 4 i V6) cilj im je smanjenje potrošnje goriva i
emisije štetnih plinova.

## Proizvodnja
Ecoboost motori sadrže 125 patenata. Motori se proizvode u SAD-u (Ohio) i Europi (Valencia, Bridgend, Köln,
Craiova). Ford planira do 2012. godine proizvoditi preko milijun i pol motora godišnje za tržište cijelog svijeta. 
Do 2013. godine Ford planira preko 90% vozila opremiti Ecoboost motorima.

### Marketing: GTDi
Volvo koristi Ecoboost motore ali ih naziva GTDi.

### Aplikacije
Fordove Ecoboost motore koriste mnoga Volvo i Lincoln vozila, Range Rover Evoque, Radical SR3 SL.

## Redni 3 motor
Najmanji motor ikad proizveden u povijesti Forda je najnoviji redni trocilindrični Ecoboost. Dizajniran je u Fordovom Dunton tehničkom centru u Velikoj Britaniji. Proizvodnja će početi u travnju 2012.

### 1,0 L
Obujam od jedne litre zajedno s tri cilindra i tehnologijama poput direktnog ubrizgavanja goriva, promjenjivom geometrijom ventila i turbopunjačem rezultira snagom od 100 ili 125 konjskih snaga ovisno i izvedbi. Okretni moment najjače inačice motora iznosi 170 Nm koji su dostupni od niskih 1300 o/min a u overboost funkciji motor isporučuje 200 Nm. Blok motora je sagrađen od lijevanog željeza umjesto od aluminija da bi se motor 50% brže ugrijao. Zbog poznatih vibracija trocilindričnih motora zamašnjak je neuravnotežen (za razliku od tradicionalnih metoda s protutežnim vratilima). Motor će se proizvoditi u Njemačkoj i Rumunjskoj, Ford planira proizvestipreko milijun motora godišnje. Ovaj Ecoboost će zamijeniti Ford Duratec motore u Fordovim manjim modelima, Ford Focus-u, C-Max-u, Fiesti, i nadolazećem Ford B-Max-u.

## Redni 4 motor
Ecoboost s četiri cilindra donosi snagu starih atmnosferskih V6 motora ali manju potrošnju goriva. Ovaj motor će zamijeniti Volvo redne 5 motore.

### 1,6 L
Ovaj motor je prvi put predstavljen 2009. godine u Lincoln C Concept modelu. Motor isporučuje 180 KS i 240 Nm.
Kasnije su predstavljene ostale verzije 1.6 litrenog EcoBoost motora koje razvijaju 150, 160, 180 KS, ovisno o automobilu.
Ovaj motor koriste skoro svi Fordovi modeli u Europi.

### 2,0 L
Ford Explorer America Concept je prvo vozilo u koje se ugradio dvolitrena inačica Ecoboost motora koja je razvijala 275 KS i 380 Nm.
Ovaj motor koriste veći modeli Forda poput Mondea, S-Maxa, Galaxy-a, Focus ST-a. Ovaj motor razvija 203, 240, 250 KS ovisno o izvedbi.

## V6 motor
Najjači EcoBoost se koristi u Sjevernoj Americi i zamjenjuje velike V8 motore.

### 3,5 L
Najstariji EcoBoost motor jest V6 konfiguracija. Predstavljen je 2007. godine u Lincoln MKR Concept vozilu te je isporučivao 415 KS. Proizvodnja je počela sredinom 2009. godine. 3.5 L EcoBoost razivja 355 i 365 KS ovisno o automobilu.